# Viola aurantiaca
Viola aurantiaca är en violväxtart som beskrevs av Leybold. Viola aurantiaca ingår i släktet violer, och familjen violväxter. Inga underarter finns listade i Catalogue of Life.